# Print-on-Demand
Print-on-Demand (deutsch Druck auf Bestellung, abgekürzt PoD) ist ein seit Mitte der 1990er Jahre angewandtes Herstellungsverfahren von Druckerzeugnissen. Eine andere Bezeichnung für dieses Herstellungsverfahren ist Book-on-Demand (deutsch Abrufbuch oder Buch auf Bestellung, gelegentlich abgekürzt zu BaB). Book-on-Demand wird allerdings oft fälschlicherweise gleichgesetzt mit der Self-Publishing-Plattform Books on Demand.
Das Verfahren basiert auf der Digitaldrucktechnik: Die Druckvorlagen werden als digitaler Datensatz erstellt und können von den Herstellern auf Dauer vorgehalten werden. Zum Ausdruck beziehungsweise zur Produktion kommt es gegebenenfalls erst unmittelbar nach der Bestellung eines einzelnen Exemplars. Dies steht im Gegensatz zu den klassischen Druckverfahren wie zum Beispiel dem Offsetdruck, mit denen generell nur fixe Auflagen vorproduziert werden und die aufgrund der Lagerhaltung und Fixkosten erst ab einer gewissen Auflagenhöhe beziehungsweise Stückzahl für die Auftraggeber rentabel sind.
Für Print-on-Demand gibt es auch spezielle Arbeitsablaufsysteme mit für Kleinstauflagen geeigneten Weiterverarbeitungsverfahren im Bereich der Umschlagveredelung und Bindung. Dank dieses Verfahrens hat sich das Buchsortiment erheblich erweitert, da nun insbesondere auch nicht-professionelle Autoren relativ kostengünstig selbst publizierte Buchtitel veröffentlichen können.

## Technik und Praxis

### Zum Verfahren
Technisch bestanden vor allem bei hochauflösenden Abbildungen und im Farbdruck noch Einschränkungen gegenüber dem Offsetdruck, da die Digitaldruckverfahren mit geringeren Rasterauflösungen arbeiteten und eine Farbkalibrierung bei Kleinstauflagen oder  Einzeldrucken nicht wirtschaftlich war.
Durch die Computertechnik werden der Herstellungsprozess deutlich vereinfacht und Kostensenkungen möglich. Zunächst erfolgt der Satz von Innenteil und Umschlag. In der Regel liegt dann je eine Datei (z. B. als PDF, früher oft als TIFF-basierte Formate) für Umschlag und Innenteil vor, die einen Probedruck – das sogenannte Mastering – durchläuft und nach Nachbearbeitung und anschließender Freigabe durch den Auftraggeber (Verlag oder Autor) im System der Druckerei für zukünftige Drucke gespeichert wird. Je nach Bedarf lassen sich dann kurzfristig einzelne Exemplare oder Kleinserien fertigen.
Die reine Herstellung – Druck von Innenteil und Umschlag, Umschlagveredelung, Bindung – nimmt insgesamt manchmal nur wenige Minuten in Anspruch.
Die Lieferzeiten der meisten Anbieter lagen in der Regel (wann?) bei einigen Tagen bis Wochen, da die wirtschaftliche Ausnutzung der Anlagen – insbesondere vor den Buchmessen und im Weihnachtsgeschäft – zu Wartezeiten der einzelnen Aufträge führte. Anbieter, die zusätzlich zur Herstellung auch die Auslieferung übernehmen, arbeiten deshalb mit kleinen Pufferlagern, um kurzfristig liefern zu können.(Einzelnachweis?)
Bücher im Print-on-Demand-Verfahren als „Just-in-time-Produktion“ direkt vor Ort im Buchladen herzustellen, leidet bislang vor allem an Qualitätsmängeln bei Bindung und Umschlagveredelung. Für diese Art der Herstellung wurde z. B. die 2007 in den USA eingeführte Espresso Book Machine konzipiert. Weltweit waren im Oktober 2009 derartige Druckmaschinen an 25, im Mai 2012 an 61 Standorten in Betrieb, davon drei in Europa (Amsterdam (2) und Canterbury (1)).

### Anwendungen
Print-on-Demand eignet sich besonders für Buchprojekte, deren Auflagenhöhe schlecht kalkulierbar ist oder vorhersehbar nur relativ gering sein wird. Zwar sind die Stückkosten höher als beim konventionellen Auflagendruck, dafür werden Lager-, Vertriebs- und Finanzierungskosten gespart.
Mit der vergleichsweise preiswerten Print-on-Demand-Technik haben unter anderem Selbstkostenverlage („Pseudoverlage“) und insbesondere die dadurch überhaupt erst möglichen Self-Publishing-Plattformen einen großen Aufschwung genommen, die als digitale Dienstleister für Selbstpublikationen Komplettangebote für Herstellung, Vertrieb und Inkasso machen und gegen weiteres Honorar auch noch darüber hinausgehende (Einzel-)Leistungen wie Lektorat, Buchsatz und Coverlayout anbieten.
Inzwischen nutzen aber auch fast alle größeren Verlage Print-on-Demand, insbesondere für Reprints und unveränderte Nachdrucke vergriffener Werke und für spezialisierte Fach- und Sachbücher wie beispielsweise häufig überarbeitete Handbücher und Softwaredokumentationen.
Da Book-on-Demand selbst sich nicht als Marke eintragungsfähig erwiesen hat – es handelt sich um den beschreibenden Begriff eines Verfahrens –, führen inzwischen viele Digitaldruckanbieter und Publikationsdienstleister die Bezeichnung Book-on-Demand im Namen. Die ebenfalls in diesem Zusammenhang häufig verwendete Abkürzung BoD ist dagegen in jeglicher Schreibweise eingetragenes Markenzeichen (und Eigenbezeichnung) des deutschen Unternehmens Books on Demand.

### Vorteile
Als Vorteile von Print-on-Demand gegenüber herkömmlichen Verfahren werden genannt:
- Bücher können beliebig lange lieferbar gehalten werden. Sie sind nur dann vergriffen, wenn sie aus dem System genommen und Produktion und Vertrieb eingestellt werden. Da die Vorratshaltung einer Vorlage in elektronischer Form jedoch sehr preiswert ist, ist dies selten der Fall;
- Nachdrucke/Neuauflagen sind sehr einfach und kostengünstig möglich sowie stets aktualisierbar;
- Bücher lassen sich individualisieren, z. B. als Konferenzbände mit ausgewählten Artikeln;
- geringere Lagerhaltung gedruckter Exemplare, somit auch geringere Kosten;
- geringere Transportkosten durch Dezentralisierung des Drucks;
- keine Mindestauflage;
- keine Makulatur, somit Schonung von Ressourcen;
- Möglichkeit für Verlage, Editionen für eine kleine Zielgruppe – sei es im wissenschaftlichen oder im belletristischen Bereich – wieder lieferbar zu machen oder weiter lieferbar zu halten;
- Autoren, insbesondere jenen, die einen Teil ihrer Einkünfte durch Lesungen bestreiten, eröffnet es eine kostengünstigere Möglichkeit, aus dem Verlagsprogramm genommene, „vergriffene“ Titel als Selbstpublikationen neu aufzulegen und damit wieder auf lieferbare Exemplare ihrer Bücher verweisen und sie verkaufen zu können. Von diesem Problem sind auch immer mehr renommierte Autoren betroffen. (Siehe hierzu auch: Begründungszusammenhänge im Artikel Selbstpublikation.)

### Nachteile
Als Nachteile gelten:
- Das Druckverfahren zwingt zu Kompromissen und Vereinfachungen.[3]
- Die buchherstellerische Qualität und Bibliodiversität leidet.[3]

- Mit Einführung des Verfahrens ist die Anzahl der „Hobbyautoren“ rapide angewachsen, die ihre Texte ohne Lektorat oder Peer-Review, aber zum Teil unter Mitwirkung von dieses Verfahren ebenfalls nutzenden Selbstkostenverlagen oder Self-Publishing-Plattformen publizieren. Da derartige Selbstpublikationen den höchsten Anteil ausmachen, färbt deren geringe Reputation zuweilen auch auf das Print-on-Demand-Verfahren insgesamt ab.
- Bei bestimmten Marktsituationen ist mit erheblich längeren Lieferzeiten als bei konventionellem Auflagendruck (mit entsprechender Lagerhaltung des Werkes im Großbuchhandel) zu rechnen.
- Bei den laufenden Kosten für Technik und Datenhaltung besteht auch mit diesem Verfahren ein Risiko, mehr finanzielle Mittel in Vorleistung zu geben.

## Wissenswertes
- Der Schriftsteller Stanisław Lem beschrieb in seinem Zukunftsroman Transfer von 1961 bereits diese Möglichkeit des Buchs auf Abruf:

„Also wurde das Buch sozusagen jedesmal neu gedruckt, wenn jemand es brauchte. Probleme von Auflagen, ihre Höhe oder des Vergriffenseins hatten aufgehört zu existieren.“

- Lambert M. Surhone gilt als  Mitherausgeber von mehr als 235.000 Books-on-Demand, deren Inhalte aus Wikipedia-Artikeln zusammengestellt wurden.